# 岐阜県道294号上之保下袋坂線

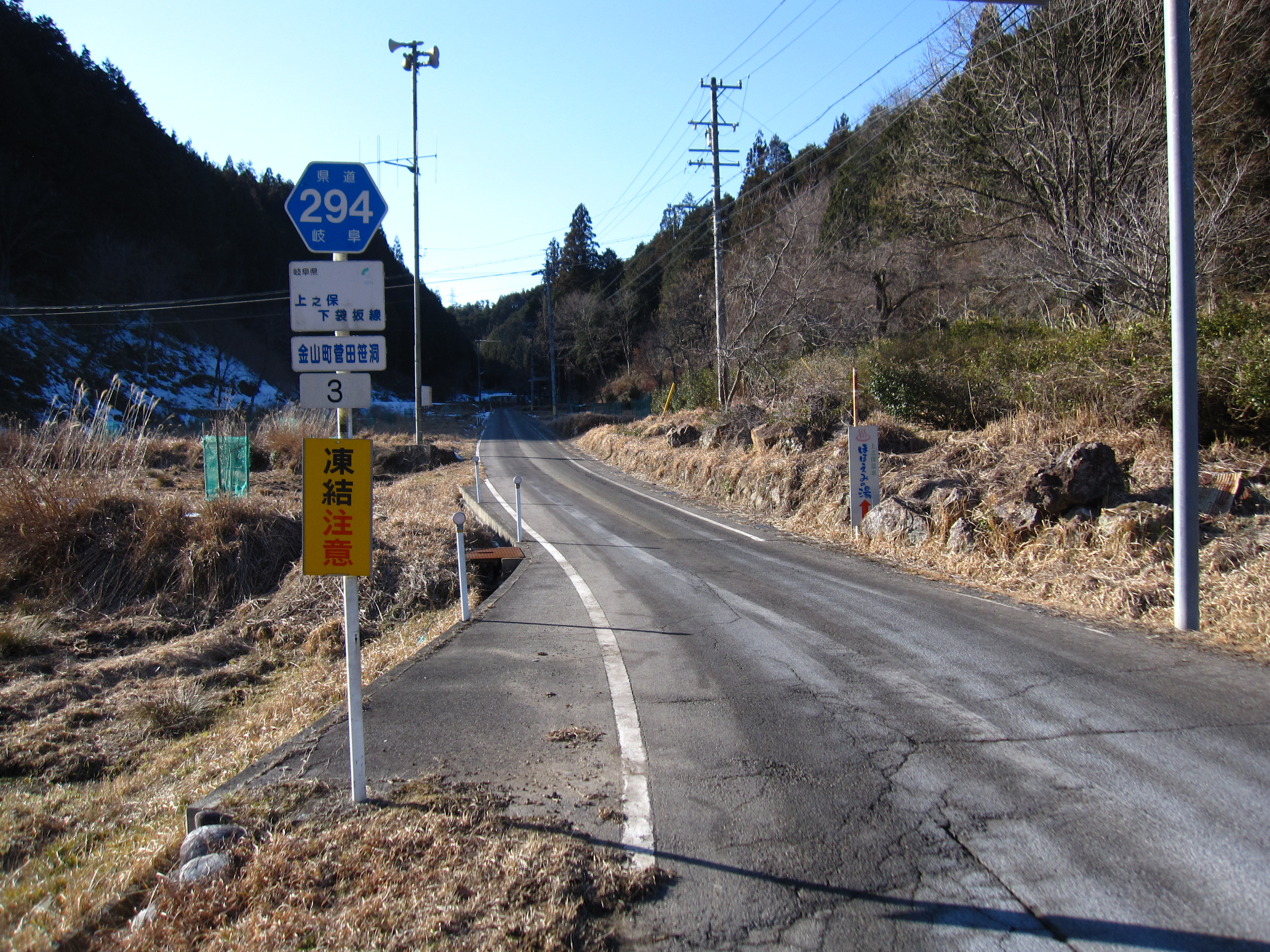
関市上之保方面を望む

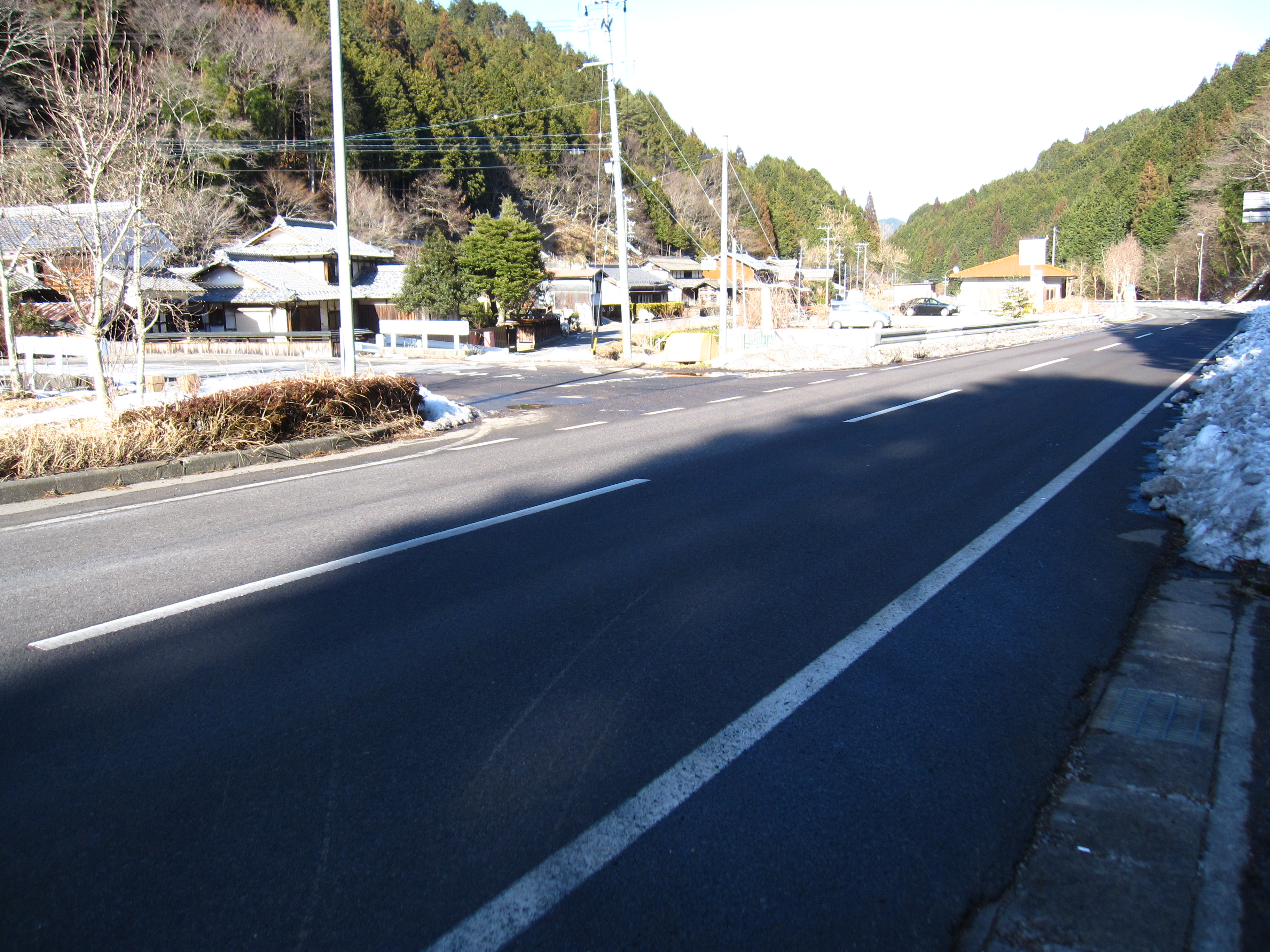
岐阜県道58号との交点。下呂市金山町菅田笹洞地内。

岐阜県道294号上之保下袋坂線（ぎふけんどう294ごう かみのほしもふくろさかせん）は、岐阜県関市から同県下呂市に至る一般県道である。

## 概要

### 路線データ
- 起点：岐阜県関市上之保（岐阜県道85号金山上之保線交点）
- 終点：岐阜県下呂市金山町菅田笹洞（岐阜県道58号関金山線交点）

## 沿革
- 1977年（昭和52年）2月27日 ： 認定[1]

## 通過する自治体
- 岐阜県
  - 関市
  - 下呂市

## 接続する道路
- 岐阜県道85号金山上之保線（関市上之保地内）
- 岐阜県道58号関金山線（飛騨街道）（下呂市金山町菅田笹洞地内）

## 周辺
- 少合峠
- 袋坂峠
- 袋坂トンネル
- 嶽見桜